# Trophée Garry-F.-Longman
Pour les articles homonymes, voir Garry et Longman.
Le trophée Garry-F.-Longman, de son vrai nom en anglais : Garry F. Longman Memorial Trophy,
était un trophée remis au joueur jugé la meilleure recrue dans la ligue internationale de hockey de 1962 à 2001. De 1961 à 1968 le trophée était connu sous le nom de Leading Rookie award.

## Gagnant du trophée
| Année | Gagnant                         | Équipe                                   |
| ----- | ------------------------------- | ---------------------------------------- |
| 1962  | Dave Richardson                 | Komets de Fort Wayne                     |
| 1963  | John Gravel                     | Knights d'Omaha                          |
| 1964  | Don Westbrooke                  | Blades de Toledo                         |
| 1965  | Bob Thomas                      | Blades de Toledo                         |
| 1966  | Frank Golembrosky               | Flags de Port Huron                      |
| 1967  | Kerry Bond                      | Checkers de Columbus                     |
| 1968  | Gary Ford                       | Mohawks de Muskegon                      |
| 1969  | Doug Volmar                     | Checkers de Columbus                     |
| 1970  | Wayne Zuk                       | Blades de Toledo                         |
| 1971  | George "Corky" Agar Herb Howdle | Generals de Flint Gems de Dayton         |
| 1972  | Glenn Resch                     | Mohawks de Muskegon                      |
| 1973  | Danny Gloor                     | Capitols de Des Moines                   |
| 1974  | Frank DeMarco                   | Capitols de Des Moines                   |
| 1975  | Rick Bragnalo                   | Gems de Dayton                           |
| 1976  | Sid Veysey                      | Komets de Fort Wayne                     |
| 1977  | Garth MacGuigan Ron Zanussi     | Mohawks de Muskegon Komets de Fort Wayne |
| 1978  | Dan Bonar                       | Komets de Fort Wayne                     |
| 1979  | Wes Jarvis                      | Flags de Port Huron                      |
| 1980  | Doug Robb                       | Admirals de Milwaukee                    |
| 1981  | Scott Vanderburgh               | Wings de Kalamazoo                       |
| 1982  | Scott Howson                    | Goaldiggers de Toledo                    |
| 1983  | Tony Fiore                      | Generals de Flint                        |
| 1984  | Darren Jensen                   | Komets de Fort Wayne                     |
| 1985  | Gilles Thibaudeau               | Generals de Flint                        |
| 1986  | Guy Benoit                      | Goaldiggers de Toledo                    |
| 1987  | Michel Mongeau                  | Generals de Saginaw                      |
| 1988  | Ed Belfour John Cullen          | Hawks de Saginaw Spirits de Flint        |
| 1989  | Paul Ranheim                    | Golden Eagles de Salt Lake               |
| 1990  | Rob Murphy (en)                 | Admirals de Milwaukee                    |
| 1991  | Nelson Emerson                  | Rivermen de Peoria                       |
| 1992  | Dmitri Kvartalnov               | Gulls de San Diego                       |
| 1993  | Mikhaïl Chtalenkov              | Admirals de Milwaukee                    |
| 1994  | Radek Bonk                      | Thunder de Las Vegas                     |
| 1995  | Tommy Salo                      | Grizzlies de Denver                      |
| 1996  | Konstantin Chafranov            | Komets de Fort Wayne                     |
| 1997  | Sergueï Samsonov                | Vipers de Détroit                        |
| 1998  | Todd White                      | Ice d'Indianapolis                       |
| 1999  | Marty Turco                     | K-Wings du Michigan                      |
| 2000  | Nils Ekman                      | Ice Dogs de Long Beach                   |
| 2001  | Brian Pothier                   | Solar Bears d'Orlando                    |